# Tamkang-Universität

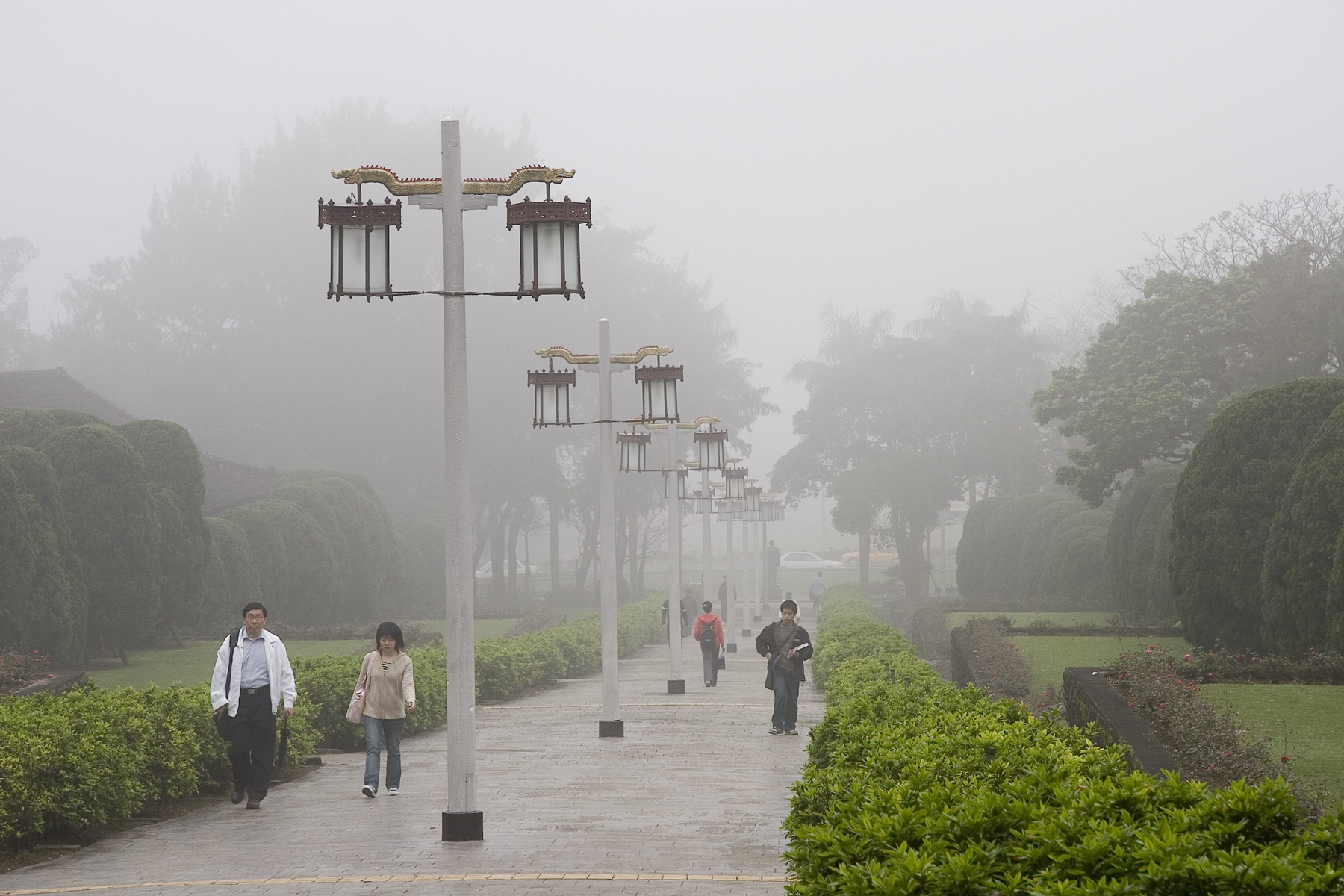
Tamsui Campus der Tamkang-Universität

Die Tamkang-Universität (chinesisch 淡江大學 / 淡江大学, Pinyin Dànjiāng dàxué, Abk.: TKU) ist eine Universität in Neu-Taipeh, Taiwan, Republik China.
Sie gilt als eine der angesehensten privaten Universitäten in der Republik China. Die Universität wurde im Jahr 1950 als Junior College für englische Literatur gegründet und hat sich zu einer Volluniversität mit acht Fakultäten und nahezu 30.000 Studierenden entwickelt.

## Organisation
- College of Liberal Arts (Geisteswissenschaftliche Fakultät)
  - Department of Chinese Literature
  - Department of History
  - Department of Information and Library Science
  - Department of Mass Communication
  - Department of Information and Communication

- College of Science (Naturwissenschaftliche Fakultät)
  - Department of Mathematics
  - Department of Physics
  - Department of Chemistry
  - Bachelor's Program in Advanced Material Sciences

- College of Engineering (Ingenieurwissenschaftliche Fakultät)
  - Department of Architecture
  - Department of Civil Engineering
  - Department of Water Resources and Environmental Engineering
  - Department of Mechanical and Electro-Mechanical Engineering
  - Department of Electrical and Computer Engineering
  - Department of Chemical and Materials Engineering
  - Department of Aerospace Engineering
  - Department of Computer Science and Information Engineering

- College of Business and Management (Wirtschafts- und Verwaltungswissenschaftliche Fakultät)
  - Department of International Business
  - Department of Banking and Finance
  - Department of Insurance
  - Department of Industrial Economics
  - Department of Economics
  - Department of Business Administration
  - Department of Accounting
  - Department of Statistics
  - Department of Information Management
  - Department of Transportation Management
  - Department of Public Administration
  - Department of Management Sciences
  - Executive Master of Business Administration (EMBA)
  - Bachelor's Program in Global Financial Management
  - Master's Program in Business and Management
  - TKU-QUT Dual Master Degree Program In Finance
  - Master's Program in Big Data Analytics and Business Intelligence

- College of Foreign Languages and Literatures (Fakultät für Fremdsprachen)
  - Department of English
  - Department of Japanese
  - Department of French
  - Department of Spanish
  - Department of German
  - Department of Russian

- College of International Studies (Fakultät für Internationale Studien)
  - Graduate Institute of European Studies
  - Graduate Institute of Latin American Studies
  - Graduate Institute of Japanese Political and Economic Studies
  - Graduate Institute of International Affairs and Strategic Studies
  - Graduate Institute of China Studies
  - Master's Program in Taiwan and Asia-Pacific Studies
  - Department of Diplomacy and International Relations

- College of Education (Pädagogische Fakultät)
  - Department of Educational Technology
  - Graduate Institute of Educational Policy and Leadership
  - Graduate Institute of Educational Psychology and Counseling
  - Graduate Institute of Futures Studies
  - Graduate Institute of Curriculum and Instruction
  - Educational Leadership and Technology Management

- College of Global Development (Fakultät für globale Entwicklung)
  - Department of Innovative Information and Technology
  - Department of International Tourism Management
  - Department Of English Language And Culture
  - Department Of Global Politics And Economics